# 統知塾
統治塾（とうちじゅく）は徳島県徳島市に拠点を置く学習塾。
現在、学進グループに名所を変更しており、徳島県をメインにして校舎を開校しているが、県外に香川県三本松に一校舎を持つ。校舎数は年々減少している。
小学生・中学生・高校生・高卒生を対象としたライブ授業を行なっている。

## 校舎
- 香川県
  - 高松本校（高松市亀井町8-1 統知ビル ）
  - 統知予備校（高松市亀井町8-2）
  - 三本松校（東かがわ市三本松1252-6）
- 徳島県
  - 徳島本校（徳島市寺島本町西1丁目31-12F）
  - 徳島統知ジュニア本部（徳島市寺島本町西2-7）
  - 勝瑞校（板野郡北島町高房字堤下21-17 2F）
  - 土成校（阿波市土成町土成字南原232-1）
  - 脇町校（美馬市脇町大字猪尻字西分 13）
  - 国府校（徳島市国府町府中84-3レジェンド国府2F）
- 岡山県
  - 岡山朝日前校（岡山市中区古京町2-3-6高岡ビル2F）